# Alberto Escámez
Alberto Escámez López (Linares, 1896-Torrevieja, 1970) fue un militar y músico español, siendo el primer autor en componer marchas procesionales para el género de cornetas y tambores.

## Biografía
Nace en Linares (Jaén) en 1896. Muy joven su familia se traslada a Málaga. A partir de 1920 comienza a crear marchas para la Banda de Cornetas y Tambores del Real Cuerpo de Bomberos. Dedicadas todas a Cristos y Vírgenes de Málaga.
En 1950 deja Málaga marchándose a la localidad de Adra (Almería) para convertirse en el director de su banda municipal. Finalmente se traslada a Torrevieja (Alicante) en 1954 y pasó a dirigir la Unión Musical Torrevejense, entre sus aportaciones a la música torrevejense escribió la marcha «Jesús de la Caída», dedicada al Cristo de la Caída de Torrevieja, falleció en dicha ciudad en el año de 1970. Recibió sepultura en la antigua fase del cementerio municipal de Torrevieja, en su lápida se halla grabado el escudo de la Unión Musical Torrevejense.
En el centenario de su primera composición, "La Milagrosa", la Banda de Cornetas y Tambores Esencia de Sevilla organizó un homenaje al Maestro Escámez en su Linares natal, se celebraron conciertos, pasacalles y una lápida conmemorativa fue descubierta en el número 3 de la Calle Viriato de dicha ciudad jienense, donde nació Escámez.

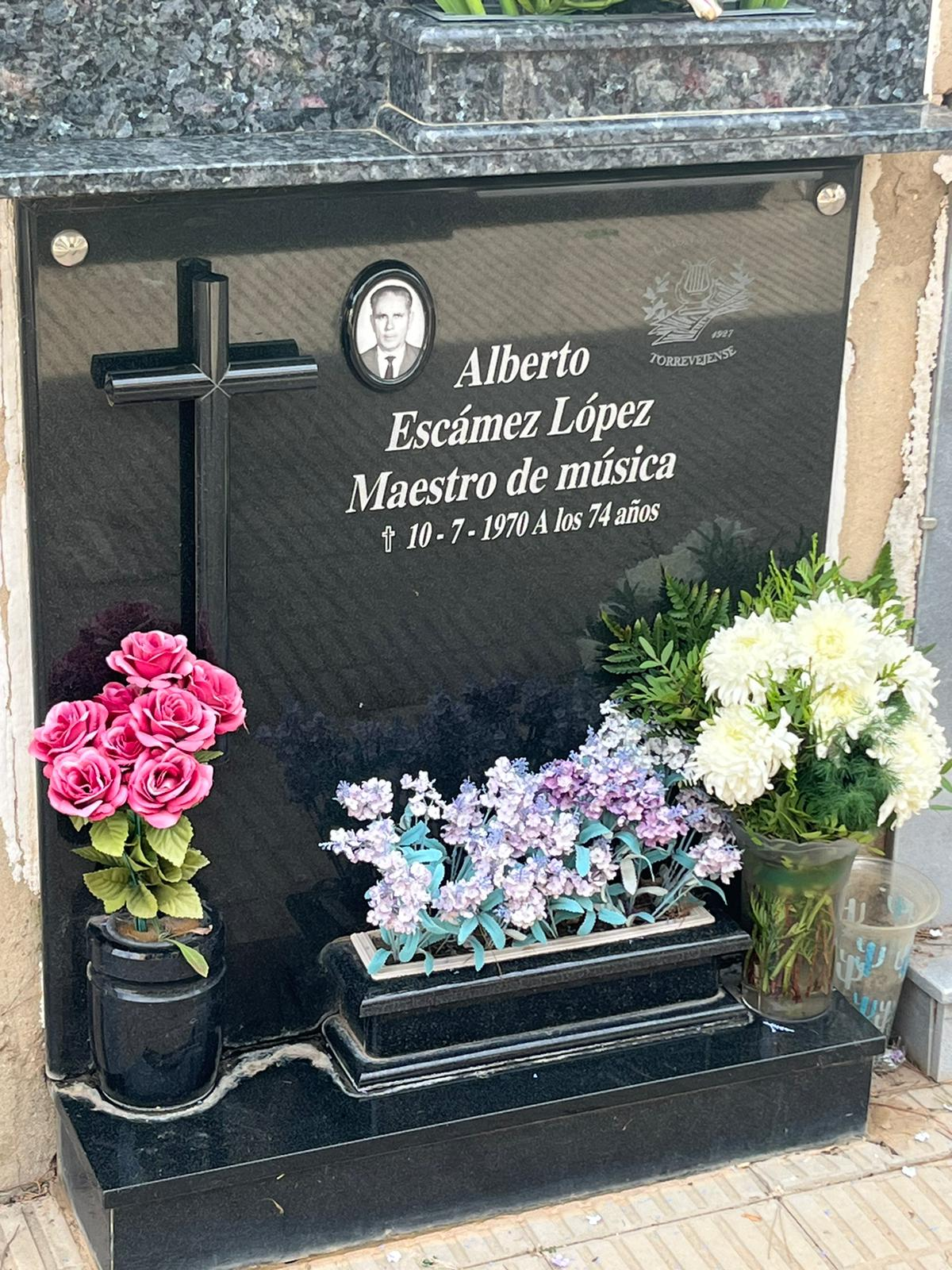
Tumba del Maestro Escámez en el cementerio municipal de Torrevieja, en la esquina derecha superior se puede ver el escudo de la Unión Musical Torrevejense.

## Obras
- Virgen de la Paloma, (1923)
- Virgen del Mayor Dolor, (1924)
- Soleá, (1924)
- La Expiración, (1926)
- Virgen de los Dolores, (1926)
- Cristo de la Buena Muerte, (1926)
- El Santísimo Cristo de la Sangre, (1928)
- Consolación y Lágrimas, (1929)
- Jesús El Rico, (1931)
- Virgen de la Paz, (1940)
- Cristo del Amor, (1944)
- Ntra. Sra. de la Caridad, (1944)
- Nuestro Padre Jesús (El Cautivo), (1944)
- Virgen de las Penas, (1951)
- Cristo del Rescate, (1951)
- Virgen de la Esperanza, (1952)
- Virgen del Rocío, (1952)
- Virgen de la Amargura, (1952)
- - "El Ángel"
- - "Evocación"
- - "La Dolorosa"
- - "La Milagrosa"
- - "La Pilarica"
- - "La Virgen Llora"
- - "Piedad"
- - "Prendimiento"
- - "Virgen de Linarejos"
- - "Al Pobre Zaragoza"
- - "Las noches de Adra"
- - ''Jesús de la Caída'' (Marcha Fúnebre para banda de música). (1955)[1] Dedicada a la Cofradía de N.P. Jesús de la Caída (Torrevieja).
- - "Primer solo de Bajo en Fa menor", dedicado a D. Lorenzo Póquis Montesinos, primer tuba profesional de la Unión Musical Torrevejense, fue estrenada por el mismo D. Lorenzo Póquis, escrita en 1956.
- - "San Pedro Apostol" (1959) (Marcha Fúnebre para banda de música) Dedicada a la imagen de San Pedro Apóstol, de la Cofradía California (Cartagena).